# Daniel Lowey
Daniel McDonald Lowey (Ramsey, illa de Man, 28 d'octubre de 1878 – Liverpool, 7 d'abril de 1951) va ser un esportista britànic que va competir a primers del segle xx.
El 1908 va prendre part en els Jocs Olímpics de Londres, on guanyà la medalla de plata en la prova del joc d'estirar la corda formant part de l'equip Liverpool Police.